# Aechmea azurea
Aechmea azurea, popularmente chamada gravatá, é uma espécie de planta do gênero Aechmea e da família das bromeliáceas (Bromeliaceae). Foi descrita em 1951 por Lyman Bradford Smith. É endêmica do Brasil e encontrada no estado do Espírito Santo (Domingos Martins, Marechal Floriano e arredores do Parque Estadual da Pedra Azul) e talvez na Bahia segundo alguns dados. É uma espécie epífita, rupícola, terrícola e herbácea. Ocorre no domínio fitogeográfico de Mata Atlântica, em regiões com vegetação de floresta ombrófila pluvial. É fértil de fevereiro a outubro e polinizada por aves.
Em 2005, a espécie foi citada como vulnerável na Lista de Espécies da Flora Ameaçadas do Espírito Santo; e em 2014, como vulnerável na Lista Vermelha de Ameaça da Flora Brasileira do Centro Nacional de Conservação da Flora (CNCFlora). Também consta na Lista Oficial de Espécies da Flora Brasileira Ameaçadas de Extinção - Anexo 1 Portaria MMA N.º 148, de 7 de junho de 2022 (Parte 12). Se assume que esteja vulnerável, pois seu habitat sofre contínua degradação devido às atividades humanas (agricultura, mineração, extração de madeira, sobre-exploração) e a presença de espécies intrusas.

## Etimologia
O nome popular é um designativo comum das espécies de vários gêneros de bromeliáceas, incluindo Aechmea. Deriva do tupi karagwa'ta em sentido definido. O termo ocorreu em 1618 como garuatas e em 1782 como gravatá. Tem como variantes caraguatá (registrado em 1584 como caraguatâ, em 1594 como caraguata, em 1627 como caragatâ, em 1628 como caragoáta, e em 1631 como caraguoatha), caroatá (em 1675 caroátas e em 1761 caravatá), coroatá (em 1730 coroatâ), craguatá, crauatá (em 1781 crabatá, em 1817 acroatá e em 1875 crauatás) e curuatá.